# Râul Oșoiu, Grosul
Râul Oșoiu este un curs de apă, afluent al râului Grosul. 